# Souramont

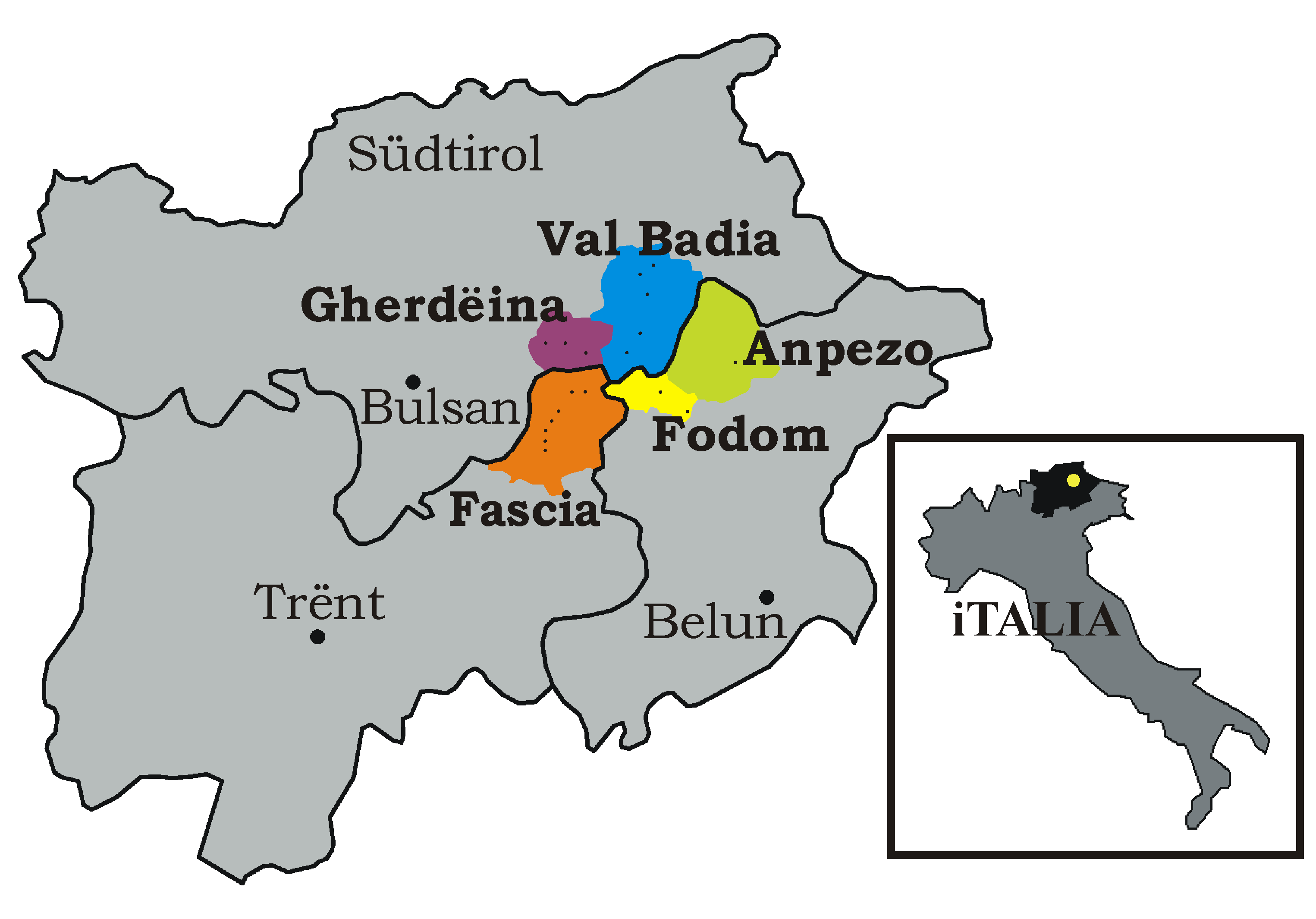
Le cinque valli ladine

Con il termine Souramont (spesso anche Suramunt) ci si riferisce ai tre comuni di Livinallongo del Col di Lana (ladino Fodom, tedesco Buchenstein), Colle Santa Lucia (ladino Col o Còl Santa Lizia, tedesco Verseil) e Cortina d'Ampezzo (ladino Anpezo o Ampëz, tedesco Hayden). Da non confondere con il comune bellunese di Sovramonte.
Letteralmente ladins da Souramont significa “ladini da oltre la montagna”; così, infatti, i ladini delle valli confinanti sono soliti chiamare gli abitanti di Livinallongo, Colle Santa Lucia e Ampezzo. L’espressione da Souramont si trova anche nel toponimo tedesco Enneberg (italiano Marebbe), che deriva da endern Berg (= “auf der anderen Seite des Berges”), cioè “dall’altro lato della montagna”, con cui gli abitanti della Val Pusteria una volta indicavano non solo il territorio di Marebbe, ma tutta la Val Badia. Si tratta dunque di un uso ricorrente nella toponomastica alpina e dolomitica che potrebbe affondare le radici nel Decanato Cis et ultra montes (=“di qua e di là dei monti”) istituito nel 1603 comprendente Badia, Marebbe, Livinallongo e Fassa per facilitare lo scambio di sacerdoti ladini per la cura d’anime delle vallate.
I tre comuni fecero parte del Tirolo fino a dopo la Prima guerra mondiale e furono incorporati nella provincia di Belluno nel 1923. A causa di una scarsa resistenza durante il periodo nazista, di un'incomprensione da parte di Alcide De Gasperi e anche per paura di un nuovo pangermanesimo, questa assegnazione non è stata rivista nemmeno dopo la Seconda Guerra Mondiale. La lingua ladina, originariamente predominante, è meno promossa e tutelata in questa parte della Ladinia rispetto alle valli ladine del Trentino-Alto Adige (Fassa, Badia, Gardena). Questo è uno dei motivi per cui tutti e tre i comuni di Souramont hanno votato a favore dell'adesione all'Alto Adige in un referendum del 2007. La regione europea Tirolo-Alto Adige-Trentino (Euregio), nel Dreier-Landtag del 2014 - ovvero la Seduta Congiunta delle Assemblee Legislative della Provincia Autonoma di Bolzano, del Land Tirol e della Provincia Autonoma di Trento - ha deliberato di concedere a Souramont, tramite un suo rappresentante in seno all’Euregio, il ruolo di osservatore, in virtù del legame storico di appartenenza al Tirolo ex-asburgico e con l’obiettivo di rafforzare la cooperazione.